# II. János hainaut-i gróf
II. János hainaut-i gróf (1247 – 1304. augusztus 22.) születési nevén Jan I van Avesnes, 1280 és 1304 között Hainaut grófja, I. János hainaut-i gróf (születési nevén Jan van Avesnes) és Holland Adél legidősebb fia. 1299 és 1304 között Holland és Zeeland grófja is. 

## Élete
Apja 1257-ben halt meg, Hainaut ekkor visszaszállt apai nagyanyjára, II. Margit flamand grófnőre, aki 1280-ban bekövetkezett haláláig uralkodott. Apja és nagyanyja sokáig háborúztak a Flandria és Hainaut feletti uralom megszerzése céljából és János is folytatta a harcot nagybátyja, Guy de Dampierre flamand gróf ellenében.
Unokatestvére, V. Flórián holland gróf is harcban állt Flandriával a Zeeland feletti ellenőrzés megszerzése miatt. Flóriánt 1296-ban I. Eduárd angol király és Guy flamand gróf által pénzelt bérgyilkosok ölték meg. Utóda fia, I. János holland gróf lett, aki 1299-ben meghalt, és a Holland Grófság is Jánosra szállt.
1300-ban és 1301-ben a francia király serege János támogatásával vereséget mért a flamandokra, de 1302-ben felkelés tört ki a francia uralom ellen Flandriában, és az 1302. július 11-én vívott kortrijki aranysarkantyús csatában a flamand felkelők súlyos vereséget mértek a francia lovagok seregére. A csatában életét vesztette János legidősebb fia, János is. Nagy győzelmüket követően a flamand seregek támadták Hainaut-t és Zeelandot, Vilmos fiára pedig vereséget mért Guy flamand gróf fia, Guy de Namur.
Ezt követően Guy de Namur és II. János brabanti herceg Utrecht, Holland és Zeeland nagy részét elfoglalták és csak 1304-ben tudták őket legyőzni, az egyesült holland-francia flotta segítségével, a Zierikzee közelében vívott csatában. János ugyanazon év augusztusában halt meg, utóda életben maradt legidősebb fia, Vilmos lett.

## Családja
Felesége Luxemburgi Filippa, V. Henrik luxemburgi gróf és Bari Margit lánya (1252–1311), akit 1265-ben vett feleségül. János és Filippa házasságából a következő gyermekek ismertek:
- János (? – 1302. július 11.), Beaumont ura, Oostrevant grófja 1299-től. 1302-ben az aranysarkantyús csatában vesztette életét.
- Henrik (? – 1303), pap Cambraiban.
- Margit (? – 1342. október 19.), férje II. Róbert, Artois grófja, aki szintén életét vesztette az aranysarkantyús csatában.
- Aliz (? – 1317. október 26.), aki 1290-ben feleségül ment Roger Bidog Norfolk 5. grófjához.
- Izabella (? – 1305 december), aki 1296-ban ment feleségül Raoul de Clermonthoz, aki szintén életét vesztette az aranysarkantyús csatában.
- Johanna (? – ?), apáca Fontanellesben.
- Vilmos (1286 – 1337. június 7.), aki 1304-ben örökölte a grófságot I. Vilmos néven.
- János (1288 – 1356. március 11.), Beamont ura, aki 1317 körül feleségül vette Nestle-i Margitot, Soissons grófnőjét. Legidősebb lányuk, Johanna (1323–1350) örökölte anyja halála után Soissont. Első férje II. Châtillon Lajos, Blois grófja, aki 1346-ban a crécyi csatában vesztette életét. Második férje (1348) I. Vilmos namuri őrgróf.
- Walerán
- Mária (1280–1354), aki 1310-ben feleségül ment Louis de Clermonthoz. 1327-ben férje megkapta a hercegi címet. Ők ketten a Bourbon-ház alapítói.

## Fordítás
- Ez a szócikk részben vagy egészben  a   John II, Count of Holland című angol Wikipédia-szócikk fordításán alapul.  Az eredeti cikk szerkesztőit annak laptörténete sorolja fel. Ez a jelzés csupán a megfogalmazás eredetét és a szerzői jogokat jelzi, nem szolgál a cikkben szereplő információk forrásmegjelöléseként.